# Marjan Raciborski
Marjan Raciborski (16 de septiembre de 1863, Brzostawa, Opotów, Galicia, Polonia - 17 de marzo de 1917, Zakopane, sur de Cracovia) botánico, briólogo, micólogo, ficólogo, pteridólogo, paleobotánico, taxónomo, y fitogeógrafo polaco.

## Biografía
Desde diciembre de 1896 hasta mayo de 1897 trabajó como adjunto en el Jardín Botánico de Buitenzorg en Java, dedicándose al estudio de los helechos, y trabajando como empleado en la Estación Experimental del Azúcar de Kagok cerca de Tegal hasta el 2 de octubre de 1898, y por consiguiente en la plantilla de la Estación Experimental para ‘Vorstenlanden’ de Tabacos en Klaten (Java Central).
En agosto de 1900 volvió a Galicia (Europa Central), en su Polonia natal, finalmente fue designado como Profesor y Director del Jardín Botánico de Lemberg, y desde 1913 Profesor y fundador del nuevo Instituto de Botánica de la Universidad Jagellónica de Cracovia.
Autor de varias publicaciones, principalmente referidas a Criptógamas y Orquídeas. Hay numerosos especímenes de plantas de Java, Malasia, Singapur, Penang y Ceilán, por el recolectados, en los herbarios de Viena, Cracovia, y Sídney.

## Obra
- De nonnullis Desmidiaceis novis vel minus cognitis, quae in Polonia inventae sunt - Krakowie : W Drukarni Uniwersytetu Jagiellonskiego , 1885

- ‘Die Pteridophyten der Flora von Buitenzorg’ M. Raciborski (1898)

- ‘Biologische Mittheilungen aus Java’ M. Raciborski (Flora 85, 1898: 325-367, 14 figs.) ‘Die Farne von Tegal’ (Nat. Tijdschr. 59, 1900: 234-253)

- Parasitische Algen und Pilze Java's -publicó Instituto Botánico de Buitenzorg fasc. 1-3. - Batavia [Djakarta] : Staatsdruckerei, 1900

- ‘Additamenta ad floram algarum Indiae Batavorum cognoscendam. Algae a cl Dre. M. Raciborski in montibus Vulcaniis: Krakatau et Slamat anno 1897 collectee’ R. Gutwinsky (Diss. math. Phys. Acad. Litter. Cracov. 39: 287-307); ‘De Algis a Dre. Raciborski in Insula Java collectis’ (Bull. Acad. Sci. Cracovice 1902: 575-617, pl. 36-40)

- con Szafer Władysław. Flora Polska — Rośliny Naczyniowe Polski i Ziem Ościennych. 1: viii .Nakładem Polskiej Akademii Umiejętności, Kraków. (red.) 1919

## Honores

### Epónimos
Unas 23 especies vegetales, especialmente helechos se nombraron en su honor:
- (Asteraceae) Leucanthemum raciborskii Popov & Chrshan.[1]

- (Blechnaceae) Stenochlaena raciborskii C.Chr.[2]

- (Brassicaceae) Arabis raciborskii Żmuda[3]

- (Caryophyllaceae) Cerastium raciborskii Zapał.[4]

- (Cyatheaceae) Cyathea raciborskii Copel.[5]

- (Dryopteridaceae) Dryopteris raciborskii Alderw.[6]

- (Lomariopsidaceae) Lomariopsis raciborskii Holttum[7]

- (Ophioglossaceae) Ophioglossum raciborskii Alderw.[8]

- (Orchidaceae) Bogoria raciborskii J.J.Sm.[9]

- (Orchidaceae) Pseudoliparis raciborskii Szlach. & Marg.[10]

- (Polypodiaceae) Colysis raciborskii (C.Chr.) Ching[11]

- (Trapaceae) Trapa × raciborskii Jent.-Szaferowa ex Tacik[12]